# لا پوئبلانوئبا
لا پوئبلانوئبا (به اسپانیایی: La Pueblanueva) یک شهرستان در اسپانیا است که در استان تولدو واقع شده‌است.

## خصوصیات
لا پوئبلانوئبا ۱۲۲ کیلومترمربع مساحت و ۲٬۱۴۵ نفر جمعیت دارد و ۴۸۱ متر بالاتر از سطح دریا واقع شده‌است.